# تويوتا أوريون (إكس في 40)
تويوتا أوريون هي سيارة عائلية متوسطة الحجم ذات دفع أمامي تنتجها شركة تويوتا في أستراليا وأجزاء من آسيا، أنتجت في 2006 وتوقف إنتاجها في 2013. المحركات المتوفرة والتي جُهزت بها السيارة تتدرج من سعة 2.0 لتر إلى 2.4 لتر إلى 3.5 لتر. وهذه المحركات مزودة بنواقل سرعة متفاوتة بين ستة نسب يدوية وأربع وخمس نسب آلية.